# Grande Prêmio de Las Vegas de 2024
O Grande Prêmio de Las Vegas de 2024 (formalmente denominado Formula 1 Heineken Silver Las Vegas Grand Prix 2024) foi a vigésima segunda etapa do Campeonato Mundial de Fórmula 1 de 2024. disputado em 24 de  novembro de 2024 no Circuito Urbano de Las Vegas, Las Vegas, Estados Unidos.

## Resumo
Max Verstappen usará novamente a pintura especial de seu capacete para os GPs nos EUA que ele exibiu pela primeira vez em Miami e repetiu em Austin, com a base azul escura e detalhes mostrando a bandeira americana.
A Racing Bulls adotou uma pintura especial para Las Vegas, com a cor azul predominando tanto no carro quanto nos macacões dos pilotos. O carro ainda exibe detalhes em degradê nas cores verde água e azul, com um pouco de glitter.
A Sauber também usou pintura diferente em Vegas, colocando desenhos de chamas verdes em seu carro.
A Alpine adotou uma pintura com a cor rosa choque como predominante para as três etapas restantes do ano, com o novo design estreando em Las Vegas.
George Russell conquistou sua terceira vitória na carreira, liderando uma dobradinha histórica de número 60 para a equipe Mercedes, com Lewis Hamilton completando a segunda posição.
Foi a último pódio de Lewis Hamilton na Mercedes.
Max Verstappen consagrou-se seu tetracampeonato mundial de Fórmula 1, conquistando seu quarto título consecutivo (2021, 2022, 2023 e agora 2024). Apesar de terminar em 5º lugar na prova e ficar fora do pódio, ele recebeu um totem personalizado em celebração ao título mundial. Com essa conquista, Max junta-se a outros dois pilotos que também alcançaram a marca de quatro títulos mundiais, sendo eles: Alain Prost e Sebastian Vettel.

## Resultados

### Treino classificatório
| Pos.                | N° | Piloto           | Construtor                 | Qualifying times | Qualifying times | Qualifying times | Final grid |
| Pos.                | N° | Piloto           | Construtor                 | Q1               | Q2               | Q3               | Final grid |
| ------------------- | -- | ---------------- | -------------------------- | ---------------- | ---------------- | ---------------- | ---------- |
| 1                   | 63 | George Russell   | Mercedes                   | 1:33.186         | 1:32.779         | 1:32.312         | 1          |
| 2                   | 55 | Carlos Sainz Jr. | Ferrari                    | 1:33.484         | 1:32.711         | 1:32.410         | 2          |
| 3                   | 10 | Pierre Gasly     | Alpine-Renault             | 1:33.691         | 1:32.879         | 1:32.664         | 3          |
| 4                   | 16 | Charles Leclerc  | Ferrari                    | 1:33.446         | 1:33.016         | 1:32.783         | 4          |
| 5                   | 1  | Max Verstappen   | Red Bull Racing-Honda RBPT | 1:33.299         | 1:33.085         | 1:32.797         | 5          |
| 6                   | 4  | Lando Norris     | McLaren-Mercedes           | 1:33.592         | 1:33.099         | 1:33.008         | 6          |
| 7                   | 22 | Yuki Tsunoda     | RB-Honda RBPT              | 1:33.789         | 1:33.089         | 1:33.029         | 7          |
| 8                   | 81 | Oscar Piastri    | McLaren-Mercedes           | 1:33.450         | 1:33.024         | 1:33.033         | 8          |
| 9                   | 27 | Nico Hülkenberg  | Haas-Ferrari               | 1:33.920         | 1:33.114         | 1:33.062         | 9          |
| 10                  | 44 | Lewis Hamilton   | Mercedes                   | 1:33.225         | 1:32.567         | 1:48.106         | 10         |
| 11                  | 31 | Esteban Ocon     | Alpine-Renault             | 1:33.968         | 1:33.221         | N/A              | 11         |
| 12                  | 20 | Kevin Magnussen  | Haas-Ferrari               | 1:33.991         | 1:33.297         | N/A              | 12         |
| 13                  | 24 | Zhou Guanyu      | Kick Sauber-Ferrari        | 1:34.079         | 1:33.566         | N/A              | 13         |
| 14                  | 43 | Franco Colapinto | Williams-Mercedes          | 1:33.746         | 1:33.749         | N/A              | PL         |
| 15                  | 30 | Liam Lawson      | RB-Honda RBPT              | 1:34.087         | 1:34.257         | N/A              | 14         |
| 16                  | 11 | Sergio Pérez     | Red Bull Racing-Honda RBPT | 1:34.155         | N/A              | N/A              | 15         |
| 17                  | 14 | Fernando Alonso  | Aston Martin-Mercedes      | 1:34.258         | N/A              | N/A              | 16         |
| 18                  | 23 | Alexander Albon  | Williams-Mercedes          | 1:34.425         | N/A              | N/A              | 17         |
| 19                  | 77 | Valtteri Bottas  | Kick Sauber-Ferrari        | 1:34.430         | N/A              | N/A              | 19         |
| 20                  | 18 | Lance Stroll     | Aston Martin-Mercedes      | 1:34.484         | N/A              | N/A              | 18         |
| 107% time: 1:39.709 |    |                  |                            |                  |                  |                  |            |
| Fontes:             |    |                  |                            |                  |                  |                  |            |

### Corrida
| Pos.                                                                     | N° | Piloto           | Construtor                 | Laps | Tempo/Retirada | Grid | Pontos |
| ------------------------------------------------------------------------ | -- | ---------------- | -------------------------- | ---- | -------------- | ---- | ------ |
| 1                                                                        | 63 | George Russell   | Mercedes                   | 50   | 1:22:05.969    | 1    | 25     |
| 2                                                                        | 44 | Lewis Hamilton   | Mercedes                   | 50   | +7.313         | 10   | 18     |
| 3                                                                        | 55 | Carlos Sainz Jr. | Ferrari                    | 50   | +11.906        | 2    | 15     |
| 4                                                                        | 16 | Charles Leclerc  | Ferrari                    | 50   | +14.283        | 4    | 12     |
| 5                                                                        | 1  | Max Verstappen   | Red Bull Racing-Honda RBPT | 50   | +16.582        | 5    | 10     |
| 6                                                                        | 4  | Lando Norris     | McLaren-Mercedes           | 50   | +43.385        | 6    | 9      |
| 7                                                                        | 81 | Oscar Piastri    | McLaren-Mercedes           | 50   | +51.365        | 8    | 6      |
| 8                                                                        | 27 | Nico Hülkenberg  | Haas-Ferrari               | 50   | +59.808        | 9    | 4      |
| 9                                                                        | 22 | Yuki Tsunoda     | RB-Honda RBPT              | 50   | +1:02.808      | 7    | 2      |
| 10                                                                       | 11 | Sergio Pérez     | Red Bull Racing-Honda RBPT | 50   | +1:03.114      | 15   | 1      |
| 11                                                                       | 14 | Fernando Alonso  | Aston Martin-Mercedes      | 50   | +1:09.195      | 16   |        |
| 12                                                                       | 20 | Kevin Magnussen  | Haas-Ferrari               | 50   | +1:09.803      | 12   |        |
| 13                                                                       | 24 | Zhou Guanyu      | Kick Sauber-Ferrari        | 50   | +1:14.085      | 13   |        |
| 14                                                                       | 43 | Franco Colapinto | Williams-Mercedes          | 50   | +1:15.172      | PL   |        |
| 15                                                                       | 18 | Lance Stroll     | Aston Martin-Mercedes      | 50   | +1:24.102      | 18   |        |
| 16                                                                       | 30 | Liam Lawson      | RB-Honda RBPT              | 50   | +1:31.005      | 14   |        |
| 17                                                                       | 31 | Esteban Ocon     | Alpine-Renault             | 49   | +1 lap         | 11   |        |
| 18                                                                       | 77 | Valtteri Bottas  | Kick Sauber-Ferrari        | 49   | +1 lap         | 19   |        |
| Ret                                                                      | 23 | Alexander Albon  | Williams-Mercedes          | 25   | Radiador       | 17   |        |
| Ret                                                                      | 10 | Pierre Gasly     | Alpine-Renault             | 15   | Motor          | 3    |        |
| Volta Mais Rápida: Lando Norris (McLaren-Mercedes) – 1:34.876 (volta 50) |    |                  |                            |      |                |      |        |
| Fontes:                                                                  |    |                  |                            |      |                |      |        |

## Tabela do campeonato após a corrida
|        | Pos. | Piloto           | Pontos |
| ------ | ---- | ---------------- | ------ |
|        | 1    | Max Verstappen   | 403    |
|        | 2    | Lando Norris     | 340    |
|        | 3    | Charles Leclerc  | 319    |
|        | 4    | Oscar Piastri    | 268    |
|        | 5    | Carlos Sainz Jr. | 259    |
| Fonte: |      |                  |        |

|        | Pos. | Construtor                 | Pontos |
| ------ | ---- | -------------------------- | ------ |
|        | 1    | McLaren-Mercedes           | 608    |
|        | 2    | Ferrari                    | 584    |
|        | 3    | Red Bull Racing-Honda RBPT | 555    |
|        | 4    | Mercedes                   | 425    |
|        | 5    | Aston Martin-Mercedes      | 86     |
| Fonte: |      |                            |        |

- Notas: Apenas as cinco primeiras posições estão incluídas em ambas as classificações.